# هورست شوتز
هورست شوتز (بالألمانية: Horst Schütz)‏ مواليد 8 مايو 1951 في كاندل، ألمانيا، هو دراج ألماني سابق.

## روابط خارجية
- هورست شوتز على موقع أرشيف الدراجات (الإنجليزية)
- هورست شوتز على موقع إحصائيات الدراجات الإحترافية (الإنجليزية)